# Övre Slottsgatan

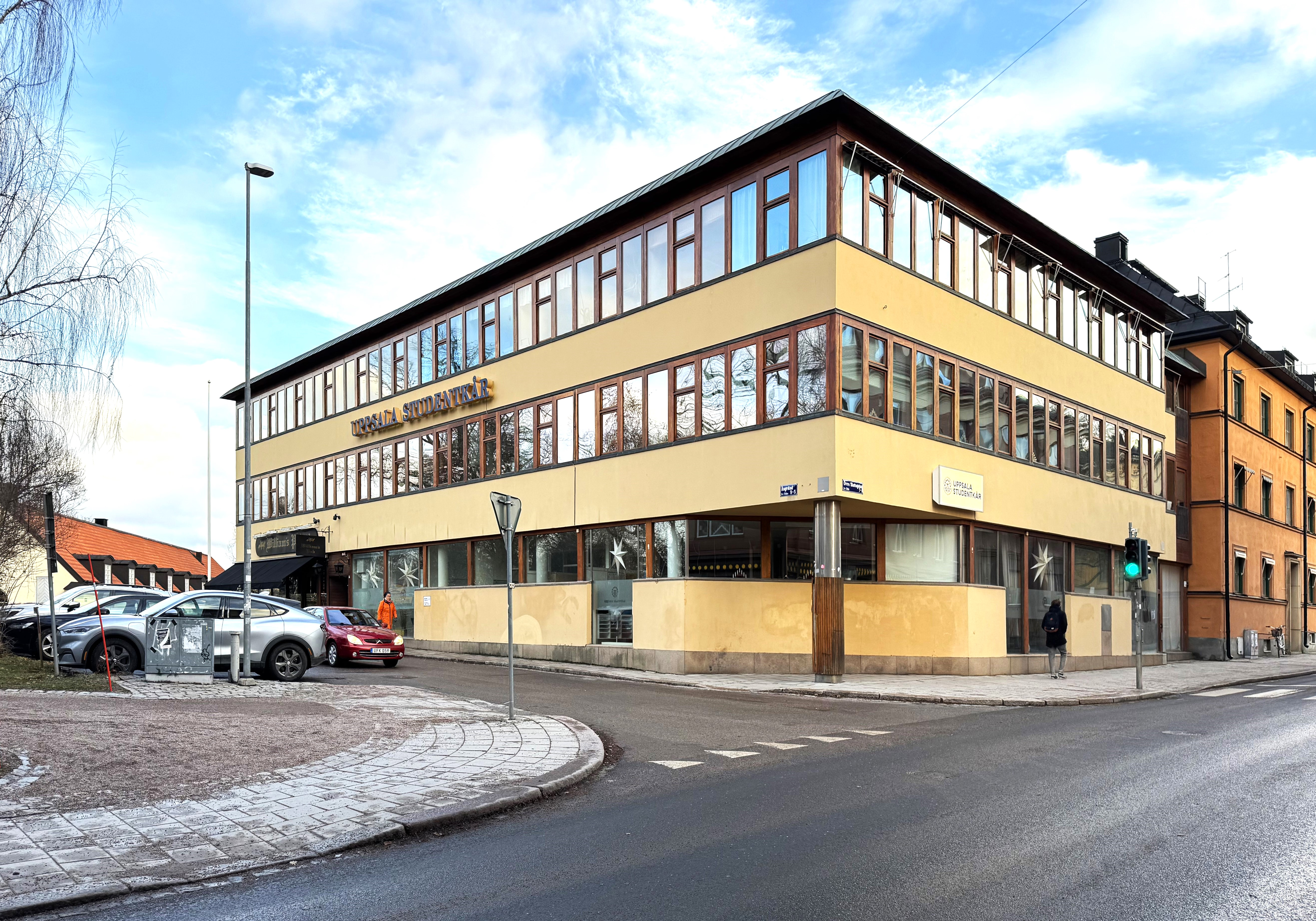
Uppsala studentkårs kårhus i korsningen av Övre Slottsgatan och Åsgränd i kvarteret Ubbo i Uppsala.

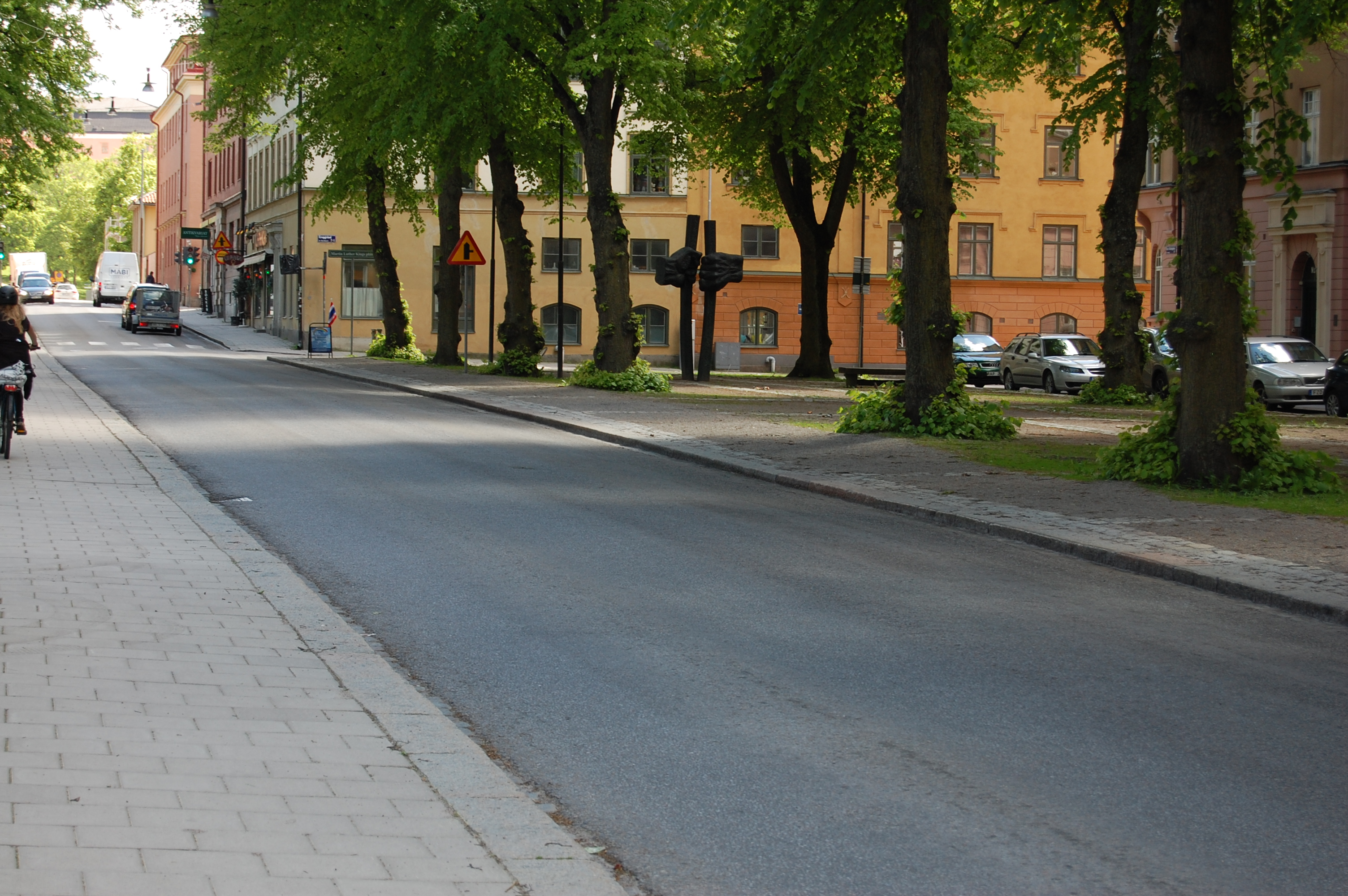
Gatan vid Martin Luther Kings plan.

Övre Slottsgatan, ibland i talspråk förkortat till Övre Slotts, är en gata i Uppsalastadsdelen Fjärdingen. 
Gatan utgår från Carolina Rediviva, Dag Hammarskjölds väg och Carolinabacken, passerar Uppsala studentkårs hus i kvarteret Ubbo, Universitetshusets baksida, Amnestys lokala kontor och sträcker sig till Skolgatan vid Katedralskolan. I kvarteren kring Övre Slottsgatan och Åsgränd utspelar sig handlingen i Gösta Knutssons böcker om Pelle Svanslös. 
Gatans del mellan Carolinabacken och Universitetshuset är, särskilt i morgonrusningen, hårt trafikerad då den utgör del av en genomfartsförbindelse i västra kanten av Uppsalas centrum (mellan Luthagsesplanaden i norr och Dag Hammarskjölds väg i söder). Flera gånger har en tunnellösning diskuterats men det har inte realiserats. Den norra delen av Övre Slottsgatan, mellan Sankt Olofsgatan och Skolgatan, utgör ett välbevarat område med gammal småskalig bebyggelse.

## Historia
Övre Slottsgatan lades ut i samband med stadsplanen 1641. Den var då belägen i Uppsalas västra utkanter med tulldiket därnäst, och hade ända fram på 1800-talet en ganska gles bebyggelse. 1702 års stadsbrand torde även ha drabbat bebyggelsen här. Huvudbyggnaden i kvarteret Rosenberg, i hörnet Övre Slottsgatan/Sankt Johannesgatan härrör dock med ett bevarat tak i berainstil, antagligen från slutet av 1600-talet eller början av 1700-talet. Även bottenvåningen på byggnaden på tomt nr 4 i kvarteret Sankt Niklas, i korsningen Svartmangatan/Övre Slottsgatan kan härröra från tidigt 1700-tal eller möjligen 1600-tal.
Bebyggelsen längs Övre Slottsgatans nordligaste del förstördes i samband med branden i Fjärdingen 18 juni 1809, men i de delar som undgick branden torde en hel del, särskilt i gatans norra del, härröra från 1700-talet. I gatan södra del märks Geijersgården samt Clasonska gården.